# Florian Loriot
Florian Loriot (Sallanches, 21 novembre 1998) è uno sciatore alpino francese.

## Biografia
Attivo in gare FIS dal dicembre del 2014, in Coppa Europa Loriot ha esordito il 4 gennaio 2016 a Val-Cenis in slalom speciale, senza completare la prima manche, e ha conquistato il primo podio il 9 dicembre 2019 a Santa Caterina Valfurva in combinata (2º); ha debuttato in Coppa del Mondo il 29 dicembre 2019 a Bormio in combinata (15ª) e ha conquistato la prima vittoria in Coppa Europa il 10 gennaio 2024 a Saalbach-Hinterglemm in supergigante. Ai Mondiali di Saalbach-Hinterglemm 2025, sua prima presenza iridata, si è classificato 13º nel supergigante; non ha preso parte a rassegne olimpiche.

## Palmarès

### Mondiali juniores
- 1 medaglia:
  - 1 bronzo (supergigante a Val di Fassa 2019)

### Coppa del Mondo
- Miglior piazzamento in classifica generale: 93º nel 2025

### Coppa Europa
- Miglior piazzamento in classifica generale: 12º nel 2024
- Vincitore della classifica di supergigante nel 2024
- 8 podi:
  - 3 vittorie
  - 2 secondi posti
  - 3 terzi posti

#### Coppa Europa - vittorie
| Data             | Località             | Paese   | Specialità |
| ---------------- | -------------------- | ------- | ---------- |
| 10 gennaio 2024  | Saalbach-Hinterglemm | Austria | SG         |
| 21 febbraio 2024 | Sella Nevea          | Italia  | SG         |
| 22 febbraio 2024 | Sella Nevea          | Italia  | SG         |

Legenda:

SG = supergigante

### Campionati francesi
- 4 medaglie:
  - 2 ori (discesa libera nel 2023; supergigante nel 2025)
  - 1 argento (combinata nel 2018)
  - 1 bronzo (combinata nel 2021)